# Origins (album de Shaman)
 (août 2024).
Si vous disposez d'ouvrages ou d'articles de référence ou si vous connaissez des sites web de qualité traitant du thème abordé ici, merci de compléter l'article en donnant les références utiles à sa vérifiabilité et en les liant à la section « Notes et références ».
Albums de Shaman
Anime Alive
(2009)
Origins est le quatrième album du groupe brésilien Shaman.

## Liste des morceaux
Les dix pistes de cet album sont :
1. "Origins (The Day I Died)" – 0:59
2. "Lethal Awakening" – 3:38
3. "Inferno Veil" – 5:20
4. "Ego Part 1" – 2:19
5. "Ego Part 2" – 4:59
6. "Finally Home" – 5:50
7. "Rising Up to Life" – 3:36
8. "No Mind" – 4:09
9. "Blind Messiah" – 5:40
10. "S.S.D. (Signed Sealed and Delivered)" – 5:50

## Formation
- Thiago Bianchi - Chants
- Leo Mancini - Guitare
- Fernando Quesada - Basse
- Ricardo Confessori - Batterie
- Fabrizio Di Sarno - Claviers (membre non officiel)